# مديرية المخابرات الكوبية
مديرية المخابرات الكوبية (بالإسبانية: Dirección de Inteligencia, DI)‏، والمعروفة باسم (G2)، هي وكالة استخبارات الدولة الرئيسية لحكومة كوبا. تأسست وزارة الدفاع في أواخر عام 1961 من قبل وزارة الداخلية الكوبية بعد فترة وجيزة من الثورة الكوبية. وهي مسؤولة عن جميع مجموعات الاستخبارات الأجنبية وتتألف من ستة أقسام مقسمة إلى فئتين، وهما الأقسام التشغيلية وأقسام الدعم. كان مانويل «ريدبيرد» بينيرو أول مدير لـها في عام 1961، واستمرت ولايته حتى عام 1964. قائد آخر أدار المكتب الشهير، الموجود في لينيا وفيدادو، كان الجنرال، خيسوس برموديز كوتينو المتقاعد الآن. الذي تم نقله من منصب رئيس المخابرات العسكرية (DIM) إلى وزارة الداخلية بعد محاكمات الفساد وإعدام أرنالدو أوتشوا وخوسيه أبرانتيس فرنانديز في عام 1989. الرئيس الحالي لها هو العميد. الجنرال إدواردو ديلجادو رودريغيز. يبلغ إجمالي عدد العاملين لديها حوالي 15000.

## توظيف تقنيات
يقوم المجندون الجدد بالبحث داخل الوزارة، ومعظمهم في مجالات مكافحة التجسس (التي لديها أكاديمية مهنية مدتها خمس سنوات) وأيضًا، على طلاب الكليات العادية، الذين يتم تجنيدهم في السنة الثانية تقريبًا في برامجهم. يدرس هؤلاء الطلاب في الغالب اللغات والتاريخ والاتصالات وعلم الاجتماع. بمجرد حصولهم على الدبلومات، يخضعون لعدة أشهر من التدريب الاستخباراتي الرسمي، وبعد مرور عام أو نحو ذلك، يحصلون على رتبة ملازم.

## روابط خارجية
- المديرية العامة للمخابرات ، وزارة الداخلية
- Dirección General de Inteligencia (DGI)، FAS
- القوات المسلحة الكوبية
- Foro Militar General (المنتدى العسكري والاستخباراتي الكوبي)